# Aurivela
Aurivela — рід ящірок родини теїдових (Teiidae). Представники цього роду є ендеміками Аргентини.

## Види
Рід Aurivela нараховує 2 види:
- Aurivela longicauda (Bell, 1843)
- Aurivela tergolaevigata (Cabrera, 2004)

## Етимологія
Наукова назва роду Aurivela походить від сполучення слів лат. auris — вухо і velatus — прихований.